# Farmington, Quận Polk, Wisconsin
Farmington là một thị trấn thuộc quận Polk, tiểu bang Wisconsin, Hoa Kỳ. Năm 2010, dân số của thị trấn này là 1.798 người.